# Cosmos (fusée)
Pour les articles homonymes, voir Cosmos.
Cosmos (en russe Космос) est une famille de lanceurs légers à deux étages russes qui regroupe sous la même appellation deux lanceurs aux capacités très différentes dérivés respectivement des missiles balistiques de moyenne portée R-12 puis R-14. Plusieurs versions se sont succédé dont la plus récente, la Cosmos-3M, est utilisée depuis 1967 et est retirée du service le 27 avril 2010. Dans sa dernière version, le lanceur Cosmos comporte deux étages dont le deuxième peut être rallumé. D'une masse de 109 tonnes pour une hauteur de 32 mètres, ils peuvent placer un satellite de 1,5 tonne sur orbite basse et de 0,8 tonne sur orbite héliosynchrone. Plus de 600 exemplaires du lanceur ont été tirés avec un taux de succès de 95 %, essentiellement pour placer en orbite de petits satellites militaires.

## Historique

### Développement du premier lanceur soviétique léger
Contrairement aux États-Unis, l'Union Soviétique dispose dès le début de l'ère spatiale d'un lanceur aux capacités particulièrement importantes avec la Semiorka qui peut lancer plusieurs tonnes en orbite basse. Les scientifiques comme les militaires expriment le besoin de lancer des satellites semi-expérimentaux beaucoup plus légers ne nécessitant pas l'utilisation d'un lanceur aussi coûteux. Le missile balistique à moyenne portée R-12 développé par Mikhail Yanguel fondateur du bureau d'études Youjnoïe à Dnipropetrovsk (aujourd'hui en Ukraine) est sélectionné. Ce missile mono-étage utilisant des carburants stockables, dont Yanguel s'est fait le champion pour répondre aux besoins des militaires, a effectué son premier vol le 22 juin 1957 et a été déployé peu de temps après ; il le restera jusqu'en 1989. Relativement fin avec un diamètre de 1,65 m, il est tiré depuis un silo et transporte une tête nucléaire de 1,6 tonne. Le missile est fabriqué au centre de production Ioujmach situé à proximité. Le 8 août, le Comité Central du Parti Communiste d'Union Soviétique et le Conseil des ministres de l'URSS signent le décret approuvant le développement du lanceur « Cosmos » (code 63S1).
Le missile pratiquement inchangé doit servir de premier étage au lanceur mais pour obtenir des performances acceptables, il est nécessaire d'ajouter un deuxième étage particulièrement performant car l'impulsion spécifique du moteur-fusée du missile est de 20 % inférieure à celle de la Semiorka. Le bureau d'études de Valentin Glouchko, qui a le monopole, à l'époque, de la conception des engins propulsant les fusées, développe pour répondre à ce besoin, le moteur RD-119 dont la tuyère de très grande taille permet d'obtenir un rapport de détente particulièrement élevé de 1350 ,. Pour tirer le nouveau lanceur, un silo de missile R-12 est reconverti en 1960-1961. Le pas de tir, baptisé Mayak-1, est situé sur la base de lancement de Kapoustine Iar qui est à l'époque le principal site de test des missiles balistiques soviétiques.

### Les débuts du lanceur Cosmos
Le premier tir a lieu le 26 octobre 1961 mais échoue à la suite d'une défaillance du système de pilotage. Le second tir, le 21 décembre 1961, essuie également un échec provoqué par un arrêt prématuré du second étage dû à l'épuisement de l'oxydant qui s'est évaporé plus rapidement que prévu. Il n'était prévu que deux tests et il faut une autorisation du ministre des armements Dimitri Oustinov pour qu'un troisième test puisse être réalisé. Le troisième tir, qui a lieu en octobre 1965, parvient cette fois à mettre sur orbite le satellite technologique de type DS-2 baptisé Kosmos 1. Ce lancement est annoncé à la presse et selon une tradition qui va se perpétuer dans l'astronautique soviétique, le lanceur prend le nom du premier satellite qu'il a lancé : Cosmos. Fin 1965, le lanceur avait réussi 22 lancements. En 1965, un nouveau complexe de lancement consacré à la fusée Cosmos est inauguré en 1965 sur la base de Kapoustine Iar. Baptisé Divina, il comprend deux silos.

### Création d'une base de lancement à Plesetsk
Les militaires soviétiques, qui s'intéressent au lanceur pour des satellites expérimentaux, font développer une version 63S1M qui sera tirée à 5 exemplaires depuis le complexe Divina. Cette version servira de prototype à la série 11K63 (63SM) ou Cosmos-2 qui va être lancée à 124 exemplaires depuis le cosmodrome de Plesetsk. Un complexe de lancement baptisé "Raduga" (arc-en-ciel en russe) et comprenant trois pas de tir est édifié pour le lanceur sur cette base dédiée aux lancements des satellites militaires. Jusque-là, la fusée Cosmos était tirée comme le missile dont elle dérivait depuis un silo enterré mais à Plesetsk le lanceur est tiré à l'extérieur. Toutefois le lanceur est particulièrement sensible à l'action du vent (le vent ne doit pas souffler à plus de 10 m/s) : aussi sur le pas de tir il est complètement encapsulé par une tour de service haute de 45 mètres montée sur rails qui comporte une grue pour installer la charge utile et des passerelles pour accéder aux différentes parties du lanceur. Le premier tir depuis le nouveau site a lieu le 16 mars 1967 et réussit à placer en orbite le satellite Kosmos-1918. Les lancements de Cosmos 2 depuis Plesetsk vont se poursuivre jusqu'au 18 juin 1977 avant que le lanceur ne soit remplacé par une version trois fois plus puissante mais qui reprendra le nom de Cosmos. Cosmos-2 a à son actif le lancement d'une centaine de satellites militaires destinés à permettre le calibrage des radars (séries DS-P1-Yu et DS-P1-I) et d'une vingtaine de satellites scientifiques (dont 5 Intercosmos fruit d'une collaboration avec les autres pays de l'Est) généralement tirés depuis Kapoustine Iar.

### Adaptation du missile R-14
Le lanceur Cosmos-2 présentait deux inconvénients majeurs :
- Sa charge utile, 500 kg en orbite basse, est d'autant plus insuffisante que les satellites soviétiques sont généralement lourds.
- Le lanceur est incapable de placer un satellite sur une orbite circulaire car il n'a pas la capacité à réaliser une phase de vol non propulsée faute de disposer d'un troisième étage ou au moins d'un deuxième étage réallumable.

Dès le 31 octobre 1961, le gouvernement soviétique donne son accord pour le développement d'une version plus puissante de Cosmos basée également sur un missile balistique de portée intermédiaire développé par le bureau d'études de Mikhail Yanguel.
Le missile R-14, plus trapu et deux fois plus lourd que le R-12, est capable de lancer une charge nucléaire de 680 kg à 3 600–3 700 km. Le R-14 est choisi pour constituer le premier étage du lanceur tandis qu'un deuxième étage entièrement nouveau est développé. En novembre 1962, la fabrication du nouveau lanceur est transférée à l'OKB-10 à Krasnoïarsk en Sibérie orientale. Le premier tir du nouveau lanceur baptisé Cosmos-1 (code 65S3) a lieu à la base de Baïkonour. Le pas de tir utilisé avait servi auparavant pour les tests du missile R-16 et avait été le théâtre de la pire catastrophe de l'histoire de l'astronautique. Le 18 août 1964, le lanceur parvient à placer en orbite les maquettes de trois satellites de télécommunications Strela. 13 autres tirs du nouveau lanceur ont lieu depuis Baïkonour entre 1964 et 1968 dont 6 exemplaires de la série 11K65 baptisée Cosmos-3, une version légèrement améliorée. Toutefois la production du lanceur est de nouveau transférée au NPO Polyot à Omsk (Sibérie). Celui-ci met en production une troisième version baptisée Cosmos-3M (code 11K65M) caractérisée par un second étage dont la poussée est modulable et qui peut être rallumé. Le Cosmos-3M peut placer 1,5 tonne sur une orbite basse et 800 kilogrammes sur une orbite héliosynchrone. Cette nouvelle version est lancée pour la première fois le 15 mai 1967 depuis le cosmodrome de Plesetsk et est déclarée opérationnelle en 1971,,.

### Charges utiles
Près de 500 fusées Cosmos-1/-3/-3M sont lancées essentiellement depuis Plesetsk mais également depuis Kapoustine Iar. Le nombre de tirs culmine dans les années 1976/1977 avec 28 lancements par an. Les engins lancés sont généralement à usage militaire : satellites de télécommunications (plus de 400 Strela lancés dans la première version par grappe de 8), satellites de navigation et de surveillance des océans (11 Tsiklon, 99 Parus, 20 Tsikada), des satellites ELINT (41 Tselina), de calibrage radar (67 Taïfun), des satellites ASAT (15 DS-P1-M). Les satellites civils comprennent une dizaine de satellites SAR Nadejda, 18 satellites de géodésie Sfera et quelques satellites Intercosmos dont 2 Oreol développés avec l'agence spatiale française. Une version du lanceur spécifique (code K65M-RB5) est tirée à 10 reprises pour tester le comportement des maquettes réduites (BOR-4 et BOR-5) de la navette spatiale soviétique Bourane .

### Fin du programme
Au cours des années 1990, un des trois pas de tir de Plesetsk dédié aux Cosmos est converti pour lancer des fusées Rokot. Au début des années 2000, le constructeur PO Polyot étudie une nouvelle version baptisée baptisée Vzlet (ou Cosmos-3U). Un nouveau système de pilotage et de guidage numérique devait permettre d'augmenter la capacité du lanceur de 25 %. La version la moins puissante du nouveau lanceur Angara en cours de développement doit au milieu des années 2010 prendre le relais du lanceur, dont la production est arrêtée depuis 2011 et qui utilise des ergols très polluants désormais bannis.

## Caractéristiques techniques

### Tableau des versions
On peut identifier six versions du lanceur,:
| Nom                         | Cosmos          | Cosmos-M                                     | Cosmos-2                            | Cosmos-1          | Cosmos-3          | Cosmos-3M                |
| --------------------------- | --------------- | -------------------------------------------- | ----------------------------------- | ----------------- | ----------------- | ------------------------ |
| Nom de code                 | 63S1            | 63S1M                                        | 63SM/11K63                          | 65S3              | 11K65             | 11K65M                   |
| Nombre de lancements/échecs | 44/12           | 5/0                                          | 124/9                               | 8/1               | 6/2               | 446/20                   |
| Date                        | 1961-1967       | 1965-1967                                    | 1965-1977                           | 1964-1965         | 1966-1968         | 1967-2012                |
| Charge utile                | LEO 300 kg      | LEO 450 kg                                   | LEO 450 kg                          | LEO 1,4 t         | LEO 1,4 t         | LEO 1,5 t                |
| Base de lancement           | Kapoustine Iar  | Kapoustine Iar                               | Plesetsk (Raduga) et Kapoustine Iar | Baïkonour         | Baïkonour         | Plesetsk et Kapustin Yar |
| 1er étage                   | R-12 1 x RD-214 | R-12 1 x RD-214                              | R-12 1 x RD-214                     | R-14 1 x RD-216   | R-14 1 x RD-216   | R-14 1 x RD-216          |
| 2e étage                    | RD-119          | RD-119                                       | RD-119                              | S5.23             | S5.23             | S5.23                    |
| Masse totale                | 48,1 t          | 48,1 t                                       | 48,1 t                              | 107,5 t           | 107,5 t           | 109 t                    |
| Hauteur                     | 31 m            | 31 m                                         | 31 m                                | 26,30 m           | 26,30 m           | 32,4 m                   |
| Diamètre                    | 1,6 m           | 1,6 m                                        | 1,6 m                               | 2,40 m            | 2,40 m            | 2,40 m                   |
| Autre caractéristique       |                 | version modernisée de 63S1 prototype de 63SM |                                     | prototype de 65MP | prototype de 65MP |                          |